# Aeronomy of Ice in the Mesosphere
O Aeronomy of Ice in the Mesosphere (em português: Aeronomia do Gelo na Mesosfera) é um satélite estadunidense feito para conduzir um estudo de 26 meses de nuvens noctilucentes. É o nonagésimo satélite do Programa Explorer da NASA. Foi lançado em 25 de abril de 2007 a 600 km de altitude em uma órbita polar, por meio de um foguete Pegasus XL.

## Nuvens noctilucentes
As nuvens noctilucentes, também conhecidas como nuvens polares mesosféricas, ocorrem na atmosfera da Terra a uma altitude de cerca de 80 quilômetros acima da superfície, muito mais altas do que qualquer outra nuvem. A missão AIM irá ajudar a determinar os factores - temperatura , vapor d'água e partículas de poeira - que levam à formação destas nuvens. As nuvens parecem ser um fenômeno relativamente recente. Elas foram vistas pela primeira vez em 1885 e, ultimamente, parece que estão ocorrendo com mais frequência. As nuvens sempre ocorrem durante a temporada de verão perto dos polos. No hemisfério norte o fenômeno começa sempre na mesma época, mas no hemisfério sul a data de início do fenômeno pode variar em até um mês.